# Gramado dos Loureiros
Gramado dos Loureiros este un oraș în Rio Grande do Sul (RS), Brazilia.